# سيرجيو غاليندو
سيرجيو غاليندو (بالإسبانية: Sergio Galindo)‏‏ (2 سبتمبر 1926 - 3 يناير 1993 )؛ روائي، وكاتب من المكسيك.

## الجوائز
- جائزة خافيير بيلاوروتيا  [لغات أخرى]‏